# Утерард

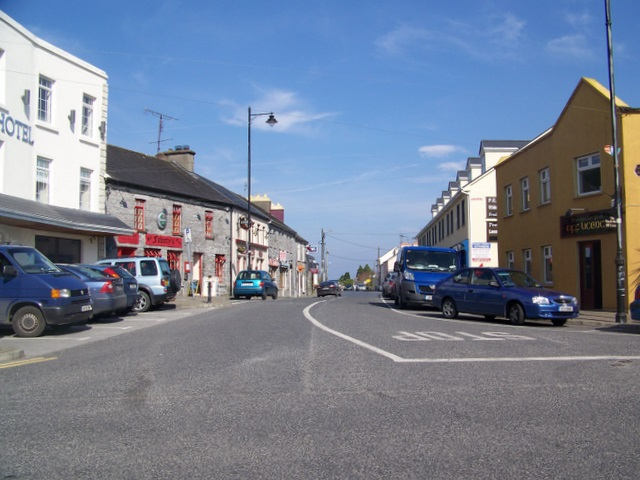

Утерард (англ. Oughterard; ирл. Uachtar Ard — «высокое место») — (переписной) посёлок в Ирландии, находится в графстве Голуэй (провинция Коннахт) в 26 км северо-западнее Голуэя, на берегах реки Оуенриффа и Лох-Корриб у трассы N59. По местному обычаю, считается въездом в Коннемару.

## Достопримечательности
На расстоянии 3 км от деревни на юго-восток стоит разорённый замок Онанэйр (XIII век), круглые башни Ирландии.

## Транспорт
С 1895 года по 1 апреля 1935 года деревня находилась на Голуэй-Клифденской ветке железной дороги MGWR (после 1925 года — Córas Iompar Éireann). Сейчас её обслуживают автобусы государственного предприятия Bus Éireann и частного предприятия Citylink, которые курсируют между Голуэем и Клифденом. Частота отправлений зависит от времени года, в летний период они ходят гораздо чаще.
В двух километрах от деревни находится причал, с которого курсируют паромы на остров Инчагойл и в город Конг.

## Культура
В повести Джеймса Джойса «Мёртвые» персонаж по имени Майкл Фюри был похоронен в Утерарде.
Кинофильм 2002 года «Дом в Рождество» («Home for Christmas») был снят в данной местности.

## Демография
Население — 1 305 человек (по переписи 2006 года). В 2002 году население было 1 209.
Данные переписи 2006 года:
| Общие демографические показатели |               |                               |                               |      |      |
| Всё население                    | Всё население | Изменения населения 2002—2006 | Изменения населения 2002—2006 | 2006 | 2006 |
| 2002                             | 2006          | чел.                          | %                             | муж. | жен. |
| 1 209                            | 1 305         | 96                            | 7,9                           | 645  | 660  |

В нижеприводимых таблицах сумма всех ответов (столбец «сумма»), как правило, меньше общего населения населённого пункта (столбец «2006»).
| Религия (Тема 2 — 5 : Число людей по религиям, 2006) |             |                |             |            |       |       |
| Католики, чел.                                       | Католики, % | Другая религия | Без религии | не указано | сумма | 2006  |
| 1 136                                                | 87,0        | 74             | 78          | 17         | 1 305 | 1 305 |

| Этно-расовый состав (Этничность. Тема 2 — 3 : Постоянное население по этническому или культурному происхождению, 2006) |            |              |       |        |        |            |       |       |
| Белые ирландцы | Лухт-шулта | Другие белые | Негры | Азиаты | Другие | Не указано | сумма | 2006  |
| 1 085 | 0          | 132          | 9     | 9      | 21     | 20         | 1 276 | 1 305 |
| Доля от всех отвечавших на вопрос, %                                                                                   |            |              |       |        |        |            |       |       |
| 85,0 | 0,0        | 10,3         | 0,7   | 0,7    | 1,6    | 1,6        | 100   | 97,81 |

1 — доля отвечавших на вопрос о языке от всего населения.
| Владение ирландским языком (Тема 3 — 1 : Число людей от 3 лет и старше по способности говорить по-ирландски, 2006) |      |            |       |       |
| Владеете ли Вы ирландским языком?                                                                                  |      |            |       |       |
| Да | Нет  | Не указано | сумма | 2006  |
| 591 | 638  | 20         | 1 249 | 1 305 |
| Доля от всех отвечавших на вопрос о языке, %                                                                       |      |            |       |       |
| 47,3 | 51,1 | 1,6        | 100   | 95,71 |

1 — доля отвечавших на вопрос о языке от всего населения.
| Использование ирландского языка (Тема 3 — 2 : Irish speakers aged 3 or over by frequency of speaking Irish, 2006) |                                                            |                                               |                                               |                                               |                                               |                                               |       |                                     |       |
| Как часто и где Вы говорите по-ирландски?                                                                         |                                                            |                                               |                                               |                                               |                                               |                                               |       |                                     |       |
| ежедневно, только в образовательных учреждениях                                                                   | ежедневно, как в образовательных учреждениях, так и вне их | в других местах (вне образовательной системы) | в других местах (вне образовательной системы) | в других местах (вне образовательной системы) | в других местах (вне образовательной системы) | в других местах (вне образовательной системы) | сумма | всего, отвечавших на вопрос о языке | 2006  |
| ежедневно, только в образовательных учреждениях                                                                   | ежедневно, как в образовательных учреждениях, так и вне их | ежедневно                                     | каждую неделю                                 | реже                                          | никогда                                       | не указано                                    | сумма | всего, отвечавших на вопрос о языке | 2006  |
| 135 | 20                                                         | 39                                            | 72                                            | 240                                           | 78                                            | 7                                             | 591   | 1 249                               | 1 305 |
| Доля от всех отвечавших на вопрос о языке, %                                                                      |                                                            |                                               |                                               |                                               |                                               |                                               |       |                                     |       |
| 10,8 | 1,6                                                        | 3,1                                           | 5,8                                           | 19,2                                          | 6,2                                           | 0,6                                           | 47,3  | 100                                 |       |

| Типы частных жилищ (Тема 6 — 1(a) : Число частных домовладений по типу размещения, 2006) |          |         |                 |            |       |       |
| Отдельный дом                                                                            | Квартира | Комната | Переносные дома | не указано | сумма | 2006  |
| 412                                                                                      | 57       | 6       | 0               | 17         | 492   | 1 305 |